# Route nationale 315
Die Route nationale 315, kurz N 315 oder RN 315, ist eine französische Nationalstraße, die 1933 zwischen Barentin und Veules-les-Roses festgelegt wurde. Sie wurde schon 1962 wieder abgestuft, 11 Jahre vor der ersten Abstufungsreform. 1978 wurde die Nummer an eine neu erstellte Schnellstraße vergeben, die von der damaligen A15 (heute A150) bei Roumare abzweigte und bis Eslettes führte. 1979 wurde diese Schnellstraße in A151 umnummeriert. Seit 1996 wird die Nummer für den neu eröffneten Tunnel des Sévines sowie seiner anschließenden Straße verwendet. Die N315 ist die Verlängerung der an der A86 endenden A15 zur D7 am Seineufer in Gennevilliers.

## Streckenverlauf
| Position | höchste zulässige Gesamtgeschwindigkeit | Fahrbahnen | Abschnitt | Längengrad | Breitengrad |
| -------- | --------------------------------------- | ---------- | --------- | ---------- | ----------- |
| 1        | 110                                     | 2          | D17       | 48.9158    | 2.3088      |
| 2        | 110                                     | 2          |           | 48.9158    | 2.3088      |
| 3        | 130                                     | 2          |           | 48.9308    | 2.3020      |
| 4        | 130                                     | 2          | A 15 A 86 | 48.9378    | 2.2976      |